# Cách bố trí động cơ
Cách bố trí động cơ (tiếng Anh: engine configuration) mô tả nguyên tắc hoạt động và sắp xếp các bộ phận nhằm phân loại các loại động cơ đốt trong.
Động cơ piston chuyển động tịnh tiến thường được phân loại theo cách bố trí của xi lanh, van và trục cam. Động cơ piston quay như động cơ Wankel thường được phân loại theo số lượng rôto quay. Động cơ tuabin nhiên liệu khí thường được phân loại thành động cơ tuabin phản lực (turbojet), động cơ tuabin cánh quạt trong (turbofan), động cơ tuabin cánh quạt ngoài (turboprop) và động cơ tuabin trục (turboshaft).

## Động cơ piston

### Cách bố trí xi lanh

#### Động cơ xi lanh đơn
Động cơ xi lanh đơn là loại động cơ đốt trong có cấu tạo gồm một xi lanh và một piston được nối với trục khuỷu.

#### Động cơ xi lanh thẳng hàng

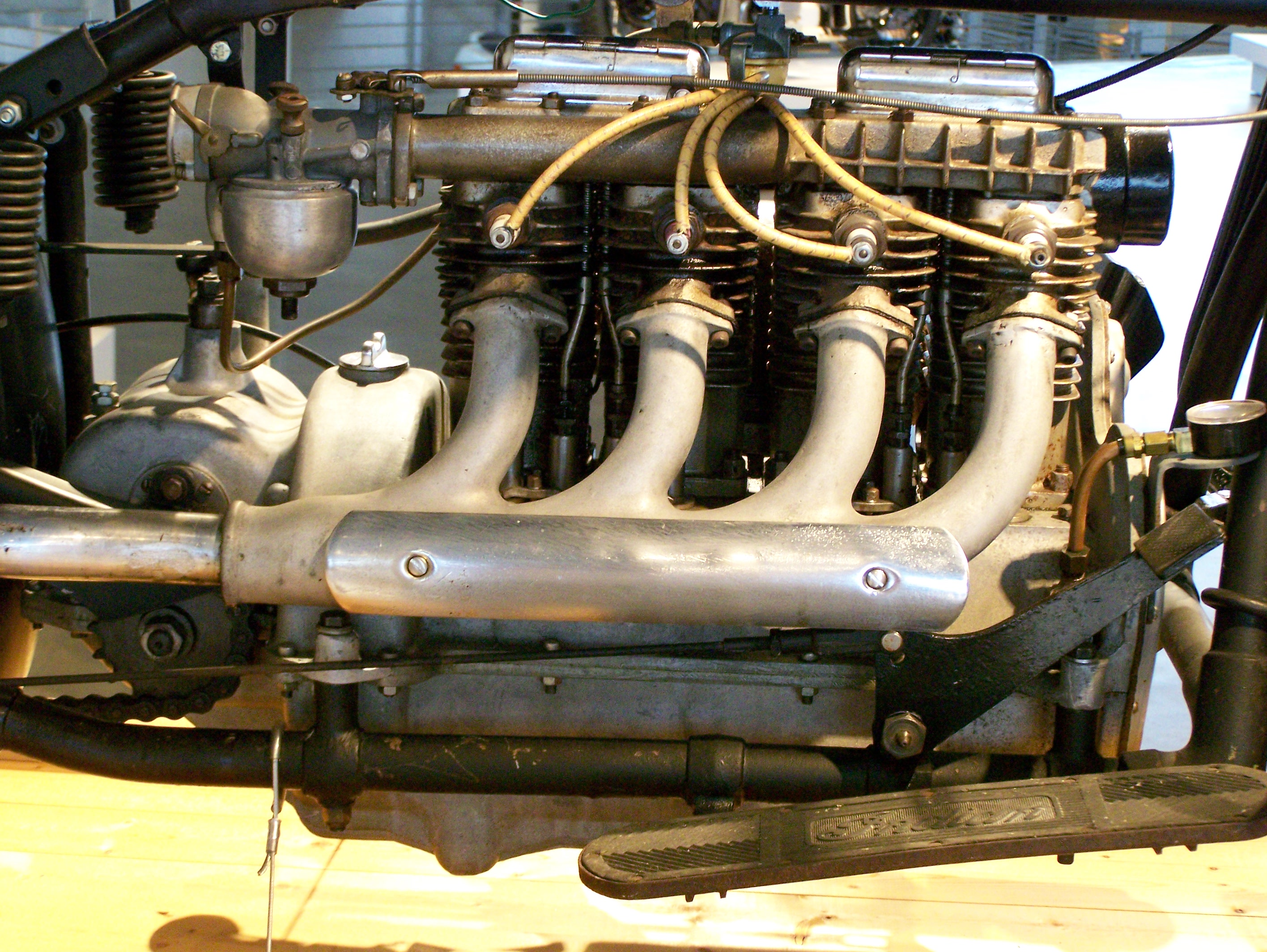
Động cơ xe máy 4 xi lanh thẳng hàng Indian Four đời 1928-1942

Động cơ thẳng hàng, còn được gọi là động cơ xi lanh thẳng hàng, có tất cả các xi lanh thẳng hàng thành một hàng dọc theo trục khuỷu, không có độ lệch giữa các xi lanh. Khi một động cơ thẳng được lắp ở góc nghiêng, nó được gọi là "động cơ nghiêng". Các loại động cơ thẳng hàng bao gồm:
- Động cơ 2 xi lanh thẳng hàng, hay còn gọi là "động cơ 2 máy đứng" (vertical-twin), thường dùng trên xe gắn máy.
- Động cơ 3 xi lanh thẳng hàng (inline-triple)
- Động cơ 4 xi lanh thẳng hàng, loại động cơ phổ biến nhất trên xe hơi.[4]
- Động cơ 5 xi lanh thẳng hàng
- Động cơ 6 xi lanh thẳng hàng
- Động cơ 8 xi lanh thẳng hàng
- Động cơ 10 xi lanh thẳng hàng
- Động cơ 12 xi lanh thẳng hàng
- Động cơ 14 xi lanh thẳng hàng

#### Động cơ V
Động cơ V có các xi lanh thẳng hàng trong hai mặt phẳng riêng biệt hoặc trên các dãy xi lanh riêng biệt; khi nhìn dọc theo trục của trục khuỷu, cách sắp xếp các xi lanh giống chữ V. Góc nghiêng giữa hai dãy xi lanh trong khoảng từ 15° đến 120°, trong đó 60°–90° là phổ biến nhất. Các loại động cơ V bao gồm:
- Động cơ V 2 xi lanh (hay còn gọi là động cơ V2 hoặc V-twin)
- Động cơ V 3 xi lanh (V3)
- Động cơ V 4 xi lanh (V4)
- Động cơ V 6 xi lanh (V6)
- Động cơ V 8 xi lanh (V8)
- Động cơ V 10 xi lanh (V10)
- Động cơ V 12 xi lanh (V12)
- Động cơ V 14 xi lanh (V14)
- Động cơ V 16 xi lanh (V16)
- Động cơ V 18 xi lanh (V18)
- Động cơ V 20 xi lanh (V20)
- Động cơ V 24 xi lanh (V24)
- Động cơ VR5, một biến thể của động cơ V 5 xi lanh, được thiết kế bởi hãng Volkswagen, sử dụng góc chữ V hẹp và giữa hai dãy xi lanh dùng chung một nắp xi lanh.
- Động cơ VR6, một biến thể của động cơ V 6 xi lanh, được thiết kế bởi hãng Volkswagen, sử dụng góc chữ V hẹp và giữa hai dãy xi lanh dùng chung một nắp xi lanh.

Động cơ V6 và V8 được sử dụng phổ biến trong động cơ xe ô tô. Động cơ V12 và V16 thường được dùng trong các loại xe công suất lớn hoặc dòng xe sang. Thiết kế động cơ V thường được dùng trong những loại động cơ dung tích xi lanh lớn.

#### Động cơ đối đỉnh
Động cơ đối đỉnh, hay còn gọi là "động cơ máy nằm" hoặc "động cơ Boxer", có các xi lanh được xếp ở hai dãy đối diện nhau của trục khuỷu. Các loại động cơ máy nằm bao gồm: 
- Động cơ 2 xi lanh đối đỉnh, hay còn gọi là "động cơ 2 máy nằm" (flat-twin), thường dùng trên xe gắn máy.
- Động cơ 4 xi lanh đối đỉnh
- Động cơ 6 xi lanh đối đỉnh
- Động cơ 8 xi lanh đối đỉnh

#### Động cơ W
Động cơ W có các xi lanh đặt trên những dãy xi lanh xếp hình giống với chữ W, giống nguyên tắc với động cơ V. Các loại động cơ W bao gồm:
- Động cơ W3
- Động cơ W8
- Động cơ W12
- Động cơ W16
- Động cơ W18

#### Động cơ X
Động cơ X về cơ bản là hai động cơ V nối với nhau bằng một trục khuỷu chung. Loại động cơ này thường được sử dụng ở những máy bay chiến đấu trong Thế chiến II. Loại phổ biến nhất trong số này là những động cơ V12 được chuyển đổi thành thiết kế động cơ X24.

#### Động cơ U
Động cơ U bao gồm hai động cơ xi lanh thẳng hàng riêng biệt (với trục khuỷu riêng ở mỗi động cơ) được nối với nhau bằng bánh răng hoặc xích truyền động. Hầu hết các động cơ U có bốn xi lanh (tức là hai động cơ hai máy đứng kết hợp với nhau), chẳng hạn như "động cơ bốn xi lanh hình vuông" (square four engine) và động cơ đôi song song (tandem twin engine).

#### Động cơ H
Tương tự như động cơ U, động cơ H bao gồm hai động cơ xi lanh thẳng hàng riêng biệt được nối với nhau bằng bánh răng hoặc xích. Động cơ H thường có thiết kế từ 4 đến 24 xi lanh.

#### Động cơ piston hướng kính
Động cơ hướng kính, hay còn gọi là động cơ hình sao (radial engine), có một trục khuỷu duy nhất với các xi lanh được sắp xếp theo hình sao phẳng xung quanh cùng một điểm trên trục khuỷu. Cấu hình này thường được sử dụng với 5 xi lanh làm mát bằng không khí trong máy bay.

#### Động cơ Delta
Động cơ Delta (Delta engine), hoặc động cơ tam giác, có ba xi lanh hoặc hơn với các piston đối đỉnh nhau, được căn chỉnh trong ba mặt phẳng (dãy xi lanh) riêng biệt, sao cho chúng có hình dạng Δ (Delta) khi nhìn dọc theo trục của trục chính. Động cơ điển hình của kiểu bố trí này là động cơ Napier Deltic.

#### Các cách bố trí khác
Các cấu hình động cơ ít phổ biến hơn bao gồm động cơ Swashplate, trong đó, các cặp piston được đặt đối đỉnh nhau và cùng chung một xi lanh / buồng đốt.

### Cách bố trí van (xu páp)
Động cơ bốn thì chủ yếu sử dụng xupap hình nấm (poppet valve); tuy nhiên, một số động cơ máy bay dùng van trượt (sleeve valve). Các xupap có thể nằm trong thân động cơ (cơ cấu xupap đặt), hoặc trên nắp xi lanh (cơ cấu xupap treo và trục cam trên đỉnh). Các động cơ ngày nay đều sử dụng cơ cấu phối khí trên nắp xi lanh. Thông thường, mỗi xi lanh có thể có hai, ba, bốn hoặc năm xupap; nếu số xupap là số lẻ, thì xupap nạp luôn nhiều hơn xupap xả. Động cơ rối (interference engine) là động cơ trong đó xupap có thể va chạm với piston nếu thời chuẩn xupap không chính xác.

### Cách bố trí trục cam
Xupap hình nấm được điều khiển đóng/mở bằng cơ cấu trục cam quay với tốc độ bằng một nửa tốc độ quay trục khuỷu. Cơ cấu dẫn động trục cam có thể bằng xích, bằng bánh răng, bằng dây đai răng, được truyền động từ trục khuỷu và có thể nằm trong cácte (có thể điều khiển một hoặc nhiều dãy xi lanh) hoặc trên nắp xi lanh.
Đối với cơ cấu phối khí xupap treo, trục cam đặt trong cácte có vai trò điều khiển cơ cấu phân phối khí gồm đũa đẩy và cò mổ. Cơ cấu đơn giản hơn là cơ cấu phối khí xupap đặt, trong đó, các thân xupap nằm trực tiếp trên trục cam. Tuy nhiên, cơ cấu phối khí xupap đặt có nhiều nhược điểm như hòa khí lưu thông kém trong nắp xi lanh và gây vấn đề trao đổi nhiệt nên không được ưa chuộng để sử dụng cho ô tô.